# Chazaliella cupulicalyx
Chazaliella cupulicalyx là một loài thực vật có hoa trong họ Thiến thảo. Loài này được Verdc. mô tả khoa học đầu tiên năm 1977.